# Hymenostraca
De Hymenostraca zijn een orde van uitgestorven kreeftachtigen uit de klasse van de Malacostraca.

## Taxonomie
De volgende taxa zijn bij de orde ingedeeld:
- † Familie Hymenocarididae Haeckel, 1896
  -  † Geslacht Hymenocaris Salter, 1853
  -  † Hymenocaris vermicauda Salter, 1853